# کاننا (دوره)
کاننا (به ژاپنی: 寛和 Kanna)؛ نام یک عصر تاریخی ژاپنی (نِنگُو) بود. این عصر بعد از ایکان (دوره) و قبل از ایئن (دوره) قرار داشت و از آوریل ۹۸۵ تا آوریل ۹۸۷ میلادی به طول انجامید. در طی این عصر امپراتور کازان و امپراتور ایچیجو امپراتور ژاپن بودند.